# 博蓋雷湖
45°1′25″N 33°36′0″E / 45.02361°N 33.60000°E

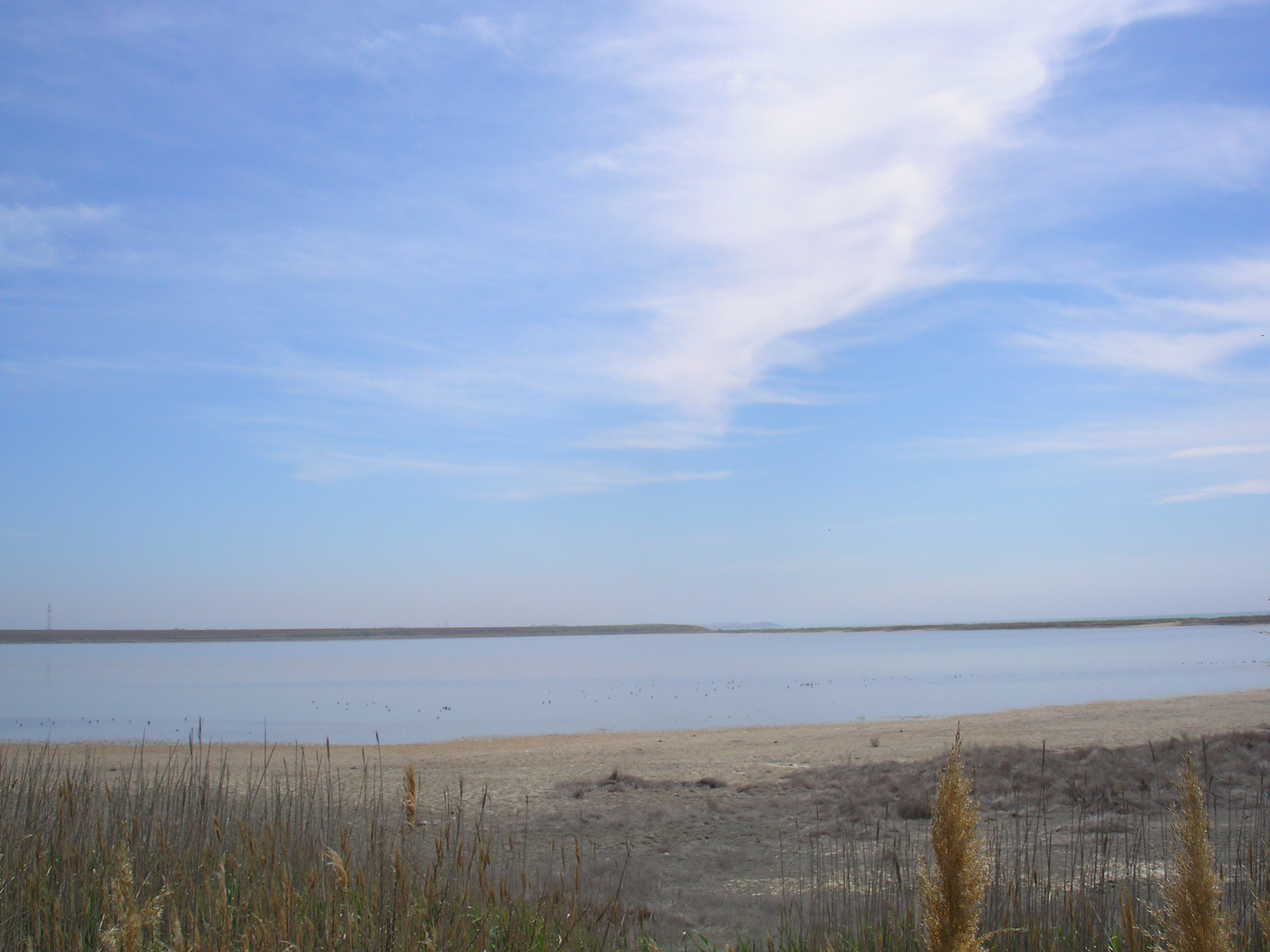

博蓋雷湖（俄语：Богайлы），是俄羅斯的湖泊，位於該國西南部，由克里米亞負責管轄，長1.3公里、寬0.8公里，面積0.95平方公里，海拔高度0.3米，集水區面積77.5平方公里，平均水深0.8米，最大水深1.4米。